# Rose McIver

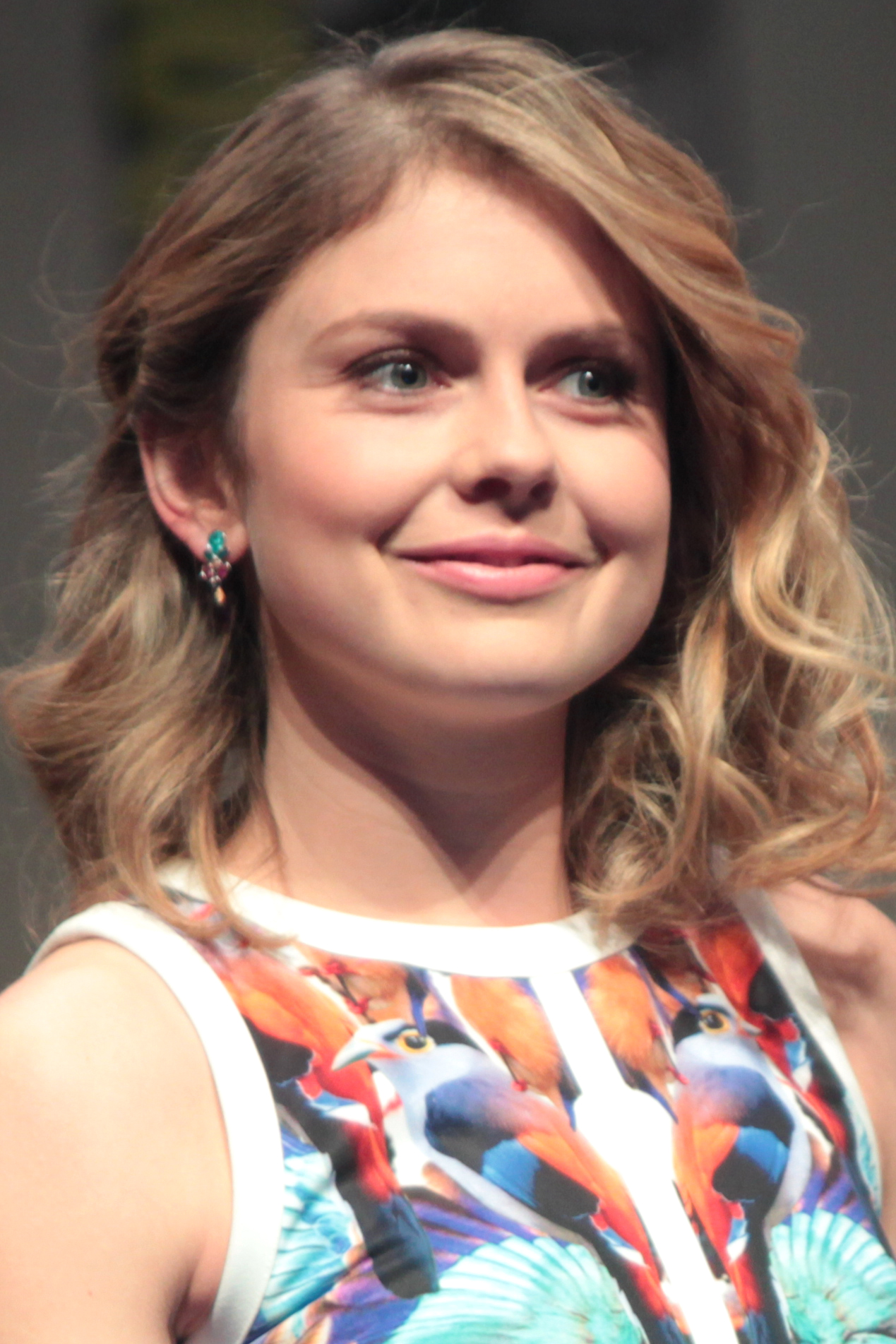
McIver (WonderCon 2015)

Frances Rose McIver (ur. 10 października 1988 w Auckland) – nowozelandzka aktorka, która wystąpiła m.in. w serialach iZombie, Masters of Sex i Dawno, dawno temu.

## Filmografia

### Filmy
| Rok  | Tytuł                                    | Rola               | Uwagi      |
| ---- | ---------------------------------------- | ------------------ | ---------- |
| 1993 | Fortepian                                | Angel              |            |
| 1997 | Kobiety topless opowiadają o swoim życiu | Sally              |            |
| 1998 | Flying                                   | Josie              | krótkomtr. |
| 2002 | Toy Love                                 | Lucy               |            |
| 2006 | Mój przyjaciel Ozzie                     | Caitlin            |            |
| 2007 | Knickers                                 | Emily              | krótkomtr. |
| 2008 | So Fresh & So Keen                       | Sally Poste        | krótkomtr. |
| 2009 | Nostalgia anioła                         | Lindsey Salmon     |            |
| 2010 | Predicament                              | Maybelle Zimmerman |            |
| 2010 | Dangerous Ride                           | Renee              | krótkomtr. |
| 2012 | The Dinner Party                         | Heather „Rose”     | krótkomtr. |
| 2013 | Blinder                                  | Sammy Walton       |            |
| 2013 | Brightest Star                           | Charlotte Cates    |            |
| 2015 | Warning Labels                           | Jessie             | krótkomtr. |
| 2015 | Coward                                   | Ophelia            | krótkomtr. |
| 2015 | Mattresside                              | Sue                | krótkomtr. |
| 2015 | Queen of Carthage                        | Jane               | głos       |
| 2015 | The Answers                              | Paige              | krótkomtr. |
| 2017 | Świąteczny książę                        | Amber              |            |
| 2018 | Brampton’s Own                           | Rachel Kinley      |            |
| 2018 | Świąteczny książę: Królewskie wesele     | Amber              |            |
| 2019 | Kwiaty miłości                           | Rose               |            |
| 2019 | Świąteczny książę: Królewskie dziecko    | Amber              |            |
| 2020 | Zamiana z księżniczką 2                  | Amber              |            |
| 2022 | Następny świat                           | Heather            |            |

### Telewizja
| Rok             | Tytuł                               | Rola                           | Uwagi      |
| --------------- | ----------------------------------- | ------------------------------ | ---------- |
| 1993            | Shortland Street                    | Holly                          |            |
| 1994            | Herkules i Amazonki                 |                                | film TV    |
| 1994            | Herkules i zaginione królestwo      | Ilea                           | film TV    |
| 1994            | Herkules w labiryncie Minotaura     | Ilea                           | film TV    |
| 1995, 1997      | Herkules                            | Ilea                           | 2 odc.     |
| 1995            | Riding High                         | Billy                          | serial TV  |
| 1996            | City Life                           | Sophie                         | serial TV  |
| 1999            | Xena: Wojownicza księżniczka        | Daphne                         | 1 odc.     |
| 2002            | Murder in Greenwich                 | Sheila McGuire                 | film TV    |
| 2002            | Mercy Peak                          | Gwyneth Couch                  | 1 odc.     |
| 2003            | P.E.T. Detectives                   | Genevieve                      | 1 odc.     |
| 2003            | Konkurs kulinarny                   | Hannah                         | film TV    |
| 2004            | Terror na pokładzie                 | Jenny                          | film TV    |
| 2006            | Maddigan's Quest                    | Garland                        | gł. obsada |
| 2007            | Rude Awakenings                     | Constance Short                | gł. obsada |
| 2007            | Johnny Kapahala: Z powrotem na fali | Val                            | film TV    |
| 2009            | Miecz prawdy                        | Alice                          | 1 odc.     |
| 2009            | Power Rangers RPM                   | Summer Landsdown/Yellow Ranger | gł. obsada |
| 2011            | Tangiwai                            | Nerissa Love                   | film TV    |
| 2011            | Super City                          | Candice                        | gł. obsada |
| 2012            | CSI: Kryminalne zagadki Las Vegas   | Bridget Byron                  | 1 odc.     |
| 2012            | The Dinner Party                    | Rose                           |            |
| 2013–2014       | Masters of Sex                      | Vivian Scully                  | 9 odc.     |
| 2013–2014, 2017 | Dawno, dawno temu                   | Dzwoneczek                     | 9 odc.     |
| 2014            | Płatki na wietrze                   | Cathy Dollanganger             | film TV    |
| 2014            | Play It Again, Dick                 | Skank with Attitude            | 7 odc.     |
| 2015–2019       | iZombie                             | Olivia „Liv” Moore             | gł. obsada |
| 2017            | A Bunch of Dicks                    | Johnny                         | miniserial |
| 2017            | Jeźdźcy smoków                      | Atali (głos)                   | 3 odc.     |
| 2018            | I’m Sorry                           | Elizabeth                      | 1 odc.     |
| 2019            | Woke                                | Adrienne                       | 13 odc.    |
| 2021            | Unwanted                            | Kate / Emily                   | 6 odc.     |
| od 2021         | Ghosts                              | Sam                            | gł. rola   |